# Cimetière militaire britannique de la gare d'Heilly
Le Cimetière militaire britannique de la gare d'Heilly (Heilly station cemetery) est un cimetière militaire de la Première Guerre mondiale, situé sur le territoire de la commune de Méricourt-l'Abbé, dans le département de la Somme, au nord-est d'Amiens, non loin de Corbie.

## Histoire
Le cimetière britannique de Méricourt-l'Abbé est situé en bordure de la route départementale 120, près de la gare d'Heilly, à proximité du bois Hareng. Il a été créé le 1er avril 1916 pour accueillir les dépouilles de soldats morts des suites de leurs blessures ou de maladies dans les trois hôpitaux militaires du secteur. Il fut utilisé jusqu'en avril 1917, lorsque l'armée allemande se replia sur la Ligne Hindenburg. De mars à mai 1918, le cimetière fut de nouveau utilisé par l'armée australienne lors de la bataille du Kaiser. Ce cimetière fut utilisé jusque mai 1919.

## Caractéristiques
Le cimetière de la gare d'Heilly compte 2 973 corps tombes dont : 2 356 Britanniques, 401 Australiens, 118 Néo-Zélandais, 15 Canadiens (dont 6 Terre-Neuviens) et un volontaire des Iles Bermudes et 83 Allemands. 22 corps n'ont pas pu être identifiés.

On pénètre dans le cimetière par une sorte de portique en brique, sur le mur duquel sont gravés les insignes des 117 régiments auxquels appartenaient les soldats inhumés. Un monument à la mémoire du caporal-chef J.P. O'Neill, pilote australien, a été érigé parmi les tombes. Il porte cette dédicace en anglais : 

« En mémoire du 13e bataillon de bombardiers de l'Australian Flying Corps, tué accidentellement le 4 janvier 1917. Repose en paix. Érigé par ses camarades. »